# ヴィクラム (2022年の映画)
『ヴィクラム』（英語: Vikram）は、2022年のインドのタミル語アクション・スリラー映画。監督はローケーシュ・カナガラージ。主演はカマル・ハーサン。また、ヴィジャイ・セードゥパティ、ファハド・ファーシル、ナラヤン、カリダス・ジャヤラム、ガーヤトリー、チェムバン・ヴィノド・ジョセ、サンタナ・バラティ、エランゴ・クマラヴェルなどが出演している。この映画はローケーシュ・シネマティック・ユニバースの第2弾であり、同名の1986年の映画の精神的続編という形で製作された。ブラック・スクワッド部隊の元隊長ヴィクラムが、ヴェッティ・ヴァガイヤラという麻薬シンジケートのチャンダナンを倒すために動き出すという内容である。本作は、カマル・ハーサンにとって232本目の主演作であることから、2020年9月に『カマル・ハーサン・232』という仮題で正式発表され、同年11月に正式な題名が発表された。主要な撮影は2021年7月に開始され、カライクディ、チェンナイ、ポンディシェリ、コーヤンブットゥールなどで撮影を行い、2022年2月下旬に完成した。音楽はアニルド・ラヴィチャンダル、撮影はギリッシュ・ガンガダラン、編集はフィロミン・ラージが担当した。2022年6月3日に劇場で公開され、批評家からは好評を得て、2022年のインド映画興行収入第4位、タミル映画興行収入第2位となった。